# Мечислав Ґембарович
Мечисла́в Ґембаро́вич, або Мечислав Гембарович (пол. Mieczysław Gębarowicz; 17 грудня 1893, Ярослав — 2 вересня 1984, Львів) — польський мистецтвознавець, багаторічний керівник найбільшої книгозбірні Львова.

## Біографія

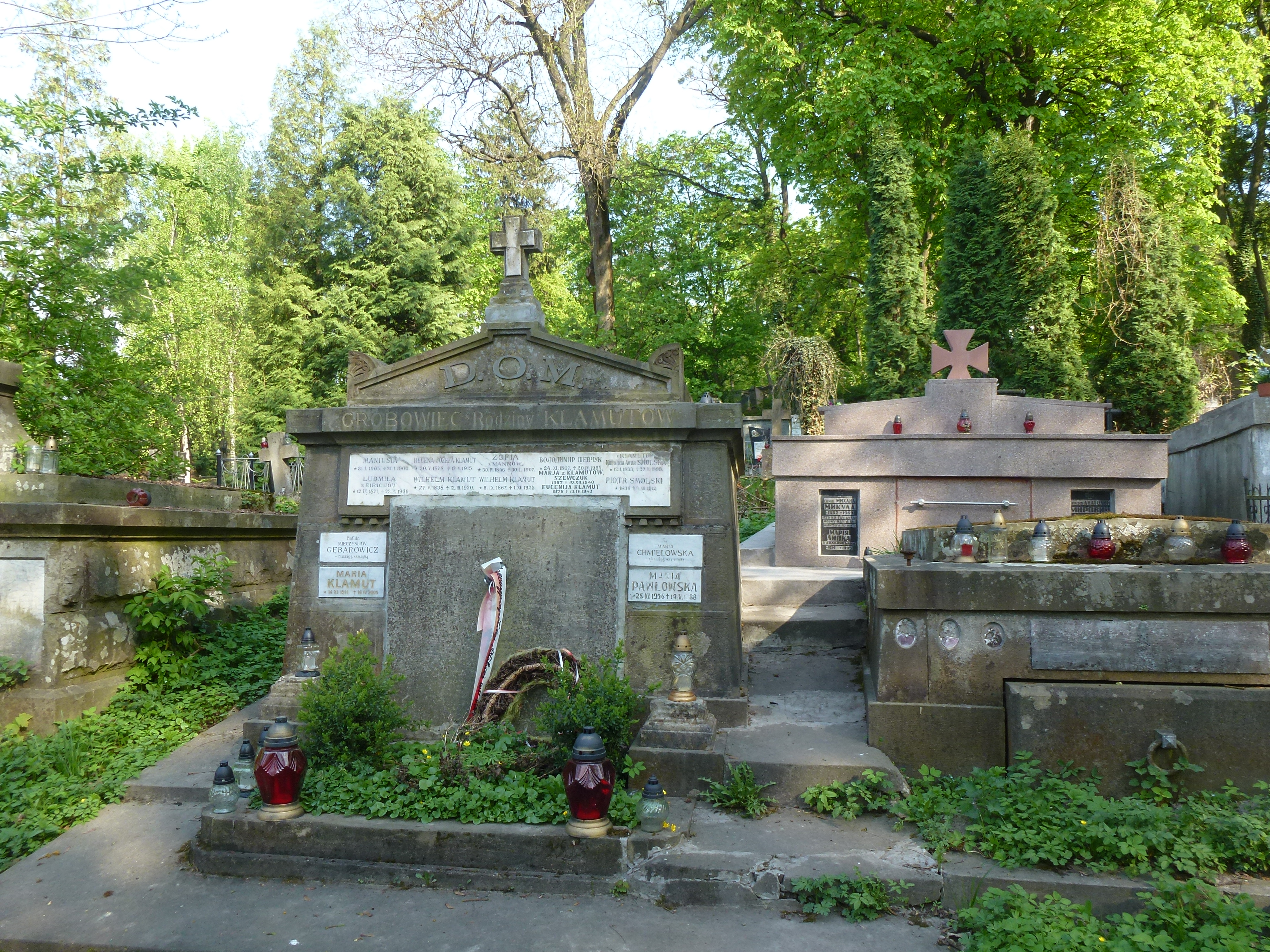

Народився 17 грудня 1893 року в м. Ярослав, нині Польща (тоді Австро-Угорщина). Жив із батьками спочатку в Ярославі, потім у Станиславові, Бучачі (тут організовував команди польських скаутів) і у Львові. Два його брати, Тадеуш і Станіслав, відомі участю в боротьбі за незалежність Польщі.
У 1912 почав навчатися на факультеті філософії Львівського університету на двох відділах: загальна історія та історія мистецтва.
Після розпаду Австро-Угорщини брав участь на польському боці в боях за Львів з УГА (листопад 1918).
1920 — став асистентом на кафедрі польської історії Львівського університету. 1922 — перейшов на роботу в Національну установу імені Оссолінських, де з 1923 року був хранителем Музею Любомирських. Вів велику наукову роботу, брав участь у дослідженнях і навчальних поїздках в Італію, Францію, Бельгію, Іспанію, Німеччину, Австрію та Чехословаччину. 1923—1938 — викладав історію мистецтв на факультеті архітектури Львівської політехніки.
1928 — захистив дисертацію у Львівському університеті, отримавши ступінь ад'юнкт-професора історії мистецтв. 1936 — був призначений професором гуманітарного факультету Львівського університету.
Після початку Другої світової війни і смерті директора Оссолінеуму Людвіка Бернацького (18 вересня 1939) був — разом з Казімежем Тішковським і Владиславом Віслоцьким — одним із трьох директорів ZNiO (пол. Zakładu Narodowego im. Ossolińskich). У грудні 1939 новим директором призначено польського комуніста Єжи Борейшу.
Після заняття Львова німцями 1941 року і вбивства Владислава Віслоцького Мечислав Ґембарович став керівником Оссолінеума, об'єднаного з Бібліотекою Баворовських (нині відділ мистецтв ЛНБ ім. В. Стефаника) в Державну бібліотеку Львова. За період до повторного заняття Львова радянськими військами в липні 1944 років, намагався вберегти від знищення збірники Оссолінеума. Щоправда, передав гітлерівцям 24 малюнки Альбрехта Дюрера, навічно подарованих князем Генриком Оссолінським при умові, що вони ні за яких обставин не можуть бути вилучені.
26 червня 1946 газета «Радянська Україна» опублікувала комюніке уряду УРСР про передачу культурних цінностей уряду Польщі. У комюніке зазначалося, що уряд УРСР, враховуючи закінчення репатріації польських громадян з території України, ухвалив передати польському народу цінності Львівського книгосховища «Осолінеум» та польські культурні цінності Львова. 1947 року 30 % фондів «Осолінеуму» передали Польській Народній Республіці. Це становило 217 тисяч одиниць, якими заповнили два залізничні потяги.
1946 — в умовах масової репатріації поляків зі Львова до Польщі Ґембарович свідомо залишився у Львові. Своєю присутністю у Львові він прагнув по можливості маніфестувати «історично польський» характер Львова й Галичини. Для галицьких українців така постава була неприйнятною. Не відкидаючи наукового доробку Ґембаровича як авторитетного мистецтвознавця, українські інтелігенти Львова прагнули дистанціюватися від людини, яка, на їхню думку, позбавила Львів частини його культурних надбань і сповідувала реваншистські погляди стосовно Галичини. Саме тому директор та інші давні польські працівники бібліотеки Оссолінських відчували після 1946 соціальну ізоляцію.
1946-1949 — виконував керівні функції як в Осолінеумі (ЛНБ ім. В.Стефаника), так і у Львівському університеті. У лютому 1950 разом з іншими старими працівниками бібліотеки був звільнений з посади як «небажаний елемент». Пізніше працював бібліотекарем у різних установах Львова як молодший науковий співробітник.
1961 — йому присвоєно ступінь кандидата наук (як виняток, без захисту дисертації, на основі наявного наукового доробку) та переведено на посаду старшого наукового працівника
1962 — у віці 69 років вийшов на пенсію.
Похований на Личаківському цвинтарі в родинному гробівці Клямутів, поле № 60.

## Науковий доробок
- Історія українського мистецтва (видання)
- Науковий доробок Ґембаровича у 1946—1984 роках склав 42 бібліографічні позиції; із них 4 вийшли в УРСР, ще дві — в РРФСР. Посмертно в Польщі вийшло 5 праць Ґембаровича, написаних на початку 1980-х років[6].
- Провідна праця повоєнного періоду — «Дослідження з історії художньої культури пізнього Ренесансу в Польщі» [Архівовано 23 липня 2013 у Wayback Machine.] (Studia nad dziejami kultury artystycznej późnego renesansu w Polsce). Зокрема, досліджував та відтворив історію будівництва домініканського костелу Тернополя,[7] досліджував головний вівтар костелу святого Миколая в Рогатині.[8]